# Lodowiec Szelfowy Filchnera
     Lodowiec Szelfowy Rossa

Główne lodowce szelfowe Antarktydy (2008):
Lodowiec Szelfowy Rossa
Lodowiec Szelfowy Ronne i Lodowiec Szelfowy Filchnera
Lodowiec Szelfowy Amery’ego
Larsen C
Lodowiec Szelfowy Riiser-Larsena
Lodowiec Szelfowy Fimbul
Lodowiec Szelfowy Shackletona
Lodowiec Szelfowy Jerzego VI
Zachodni Lodowiec Szelfowy
Lodowiec Szelfowy Wilkinsa
Lodowiec Szelfowy Abbota
Lodowiec Szelfowy Getza

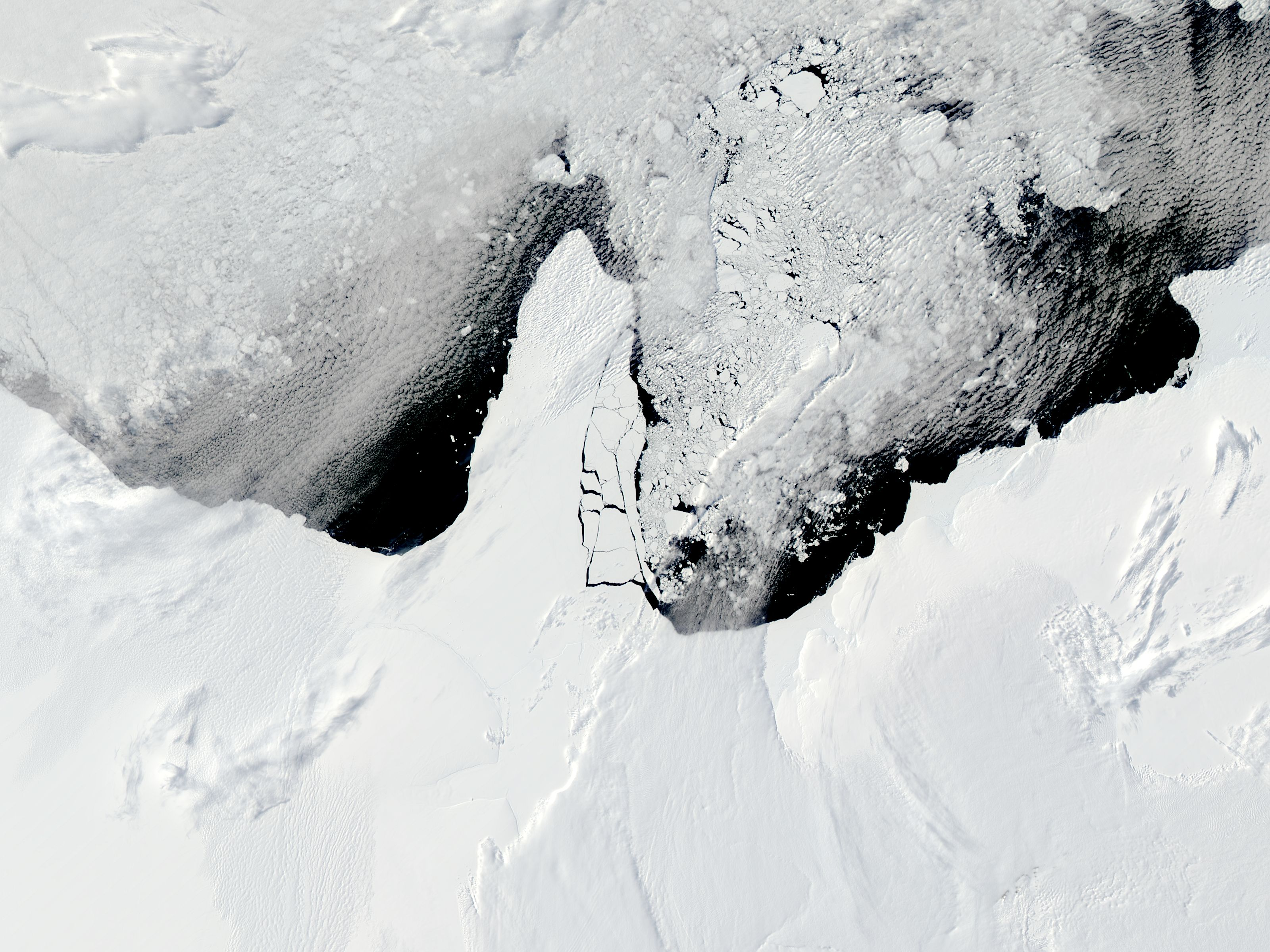
Obraz satelitarny odrywania się gór lodowych od Lodowca Szelfowego Filchnera (2010)

     Lodowiec Szelfowy Ronne i Lodowiec Szelfowy Filchnera
     Lodowiec Szelfowy Amery’ego
     Larsen C
     Lodowiec Szelfowy Riiser-Larsena
     Lodowiec Szelfowy Fimbul
     Lodowiec Szelfowy Shackletona
     Lodowiec Szelfowy Jerzego VI
     Zachodni Lodowiec Szelfowy
     Lodowiec Szelfowy Wilkinsa
     Lodowiec Szelfowy Abbota
     Lodowiec Szelfowy Getza
Lodowiec Szelfowy Filchnera (ang. Filchner Ice Shelf, hiszp. Barrera de Hielos Filchner i Plataforma de Hielo Filchner, niem. Filchnerschelfeis, ros. Filchner Eisschelf ) – lodowiec szelfowy w południowej części Morza Weddella w zachodniej Antarktydzie. 

## Nazwa
Lodowiec został nazwany na cześć niemieckiego odkrywcy Wilhelma Filchnera (1877–1957), który odkrył lodowiec w 1912 roku . 

## Geografia
Lodowiec Szelfowy Filchnera leży w Antarktydzie Zachodniej, w południowej części  Morza Weddella , rozciągając się na wschód od Wyspy Berknera do Pensacola Mountains . Od wschodu i południa graniczy z Ziemią Coatsów . 
Zajmuje powierzchnię 260 tys. km², a grubość pokrywy lodowej dochodzi do ponad 200 m . Czoło lodowca tworzy Bariera Lodowa Filchnera . 
Od zachodu graniczy z większym Lodowcem Szelfowym Ronne, te dwa lodowce oddziela częściowo Wyspa Berknera i są one często traktowane jako jeden obiekt (ang. Filchner-Ronne Ice Shelf, FRIS) . W 2012 roku Komisja Standaryzacji Nazw Geograficznych poza Granicami Rzeczypospolitej Polskiej (KSNG) zatwierdziła egzonim Lodowiec Szelfowy Filchnera-Ronne . Hund (2014) podaje, że Lodowiec Szelfowy Filchnera-Ronne zajmuje powierzchnię 422 tys. km² i jest drugim pod względem wielkości lodowcem na Antarktydzie. Store norske leksikon podaje, że Lodowiec Szelfowy Filchnera-Ronne jest drugim co do wielkości lodowcem szelfowym świata, po Lodowcu Szelfowym Rossa .     
Lodowiec Szelfowy Filchnera zasilają odrębne lodowce spływające z lądu – Recovery Glacier i Slessor Glacier.
W 2021 roku podczas odwiertów lodu do badań geologicznych wiertło napotkało na głaz pod lodowcem (na głębokości 1,233 m), który okazał się być siedliskiem trzech rodzajów fauny bentosowej – dwa z nich zostały zidentyfikowane jako gąbki, przy czym trzeci to też najprawdopodobniej rodzaj gąbek . Jest to pierwsza obserwacja in situ fauny bentosowej osadzonej na twardym podłożu pod szelfem lodowym . 

## Historia
Lodowiec ten odkryła w 1912 roku niemiecka wyprawa pod dowództwem Wilhelma Filchnera, która nazwała go na cześć cesarza Niemiec Wilhelma II (1859–1941) . Następnie jego nazwę zmieniono, by uhonorować jego odkrywcę . Nazwa „Lodowiec Szelfowy Filchnera” była stosowana dla obszaru lodowca między Bowman Peninsula a Wybrzeżem Leopolda . Dopiero później część na zachód od Wyspa Berknera została nazwana Lodowcem Szelfowym Ronne .  
Lodowiec Szelfowy Filchnera był punktem wyjścia dla wypraw antarktycznych Filchnera w latach 1911–1912, Ernesta Shackletona (1874–1922) w latach 1914–1917 i Viviana Fuchsa w latach 1957–1958. 
W 1986 roku doszło do oderwania się ogromnych mas lodu .
Roszczenia terytorialne do lodowca zgłaszają Argentyna (1942) i Wielka Brytania (1908). W jego wschodniej części leży argentyńska stacja badawcza Belgrano II. 